# Cratère Popigaï
Pour les articles homonymes, voir Popigaï.
Le cratère Popigaï (en russe : Кра́тер Попига́й) est un cratère d'impact situé à cheval sur le Taïmyr et la Iakoutie (Sibérie, Russie). Avec un diamètre d'une centaine de kilomètres, il est, à égalité avec le réservoir Manicouagan, le 4e plus grand cratère d'impact terrestre vérifié. Il résulte de la chute d'une grande météorite à l'Éocène supérieur (Priabonien), il y a 35,7 millions d'années,.

## Situation
Le cratère se situe juste à mi-chemin entre l'Ienisseï et la Léna : à l'est de la ville sibérienne de Norilsk, et à une heure et demie d'hélicoptère vers le sud-est depuis le poste avancé de Khatanga. Il a été désigné par l'UNESCO comme un « Géoparc », en tant que site possédant un héritage géologique spécifique.

## Formation
Le cratère Popigaï, qui tire son nom de la rivière Popigaï qui le traverse du sud-est au nord, a fasciné les paléontologues et les géologues pendant des dizaines d'années. La dépression du cratère a été découverte en 1946 par D.V. Kojevine ; l'hypothèse de son origine météoritique fut avancée en 1970, fondée sur une découverte similaire (Piostrye skaly, « les roches multicolores », dans le district de Khatanga). Mais toute la zone est restée longtemps complètement inaccessible en raison de la présence de mines creusées par les prisonniers[réf. nécessaire] du goulag sous Joseph Staline, et de diamants. Toutefois, une importante expédition exploratoire y a été menée en 1997 (IPEX 1997) ; elle a permis de faire grandement avancer la compréhension de cette structure énigmatique. Le corps céleste à l'origine du cratère a été identifié comme un astéroïde, soit de 8 km de diamètre composé de chondrite, soit 5 km de diamètre composé de roches.
Les ondes de choc de l'impact ont transformé instantanément le graphite du sol en diamants dans un rayon de 13,6 km autour du point d'impact. Les diamants ont généralement un diamètre de 0,5 à 2 millimètres ; quelques spécimens exceptionnels atteignent 10 millimètres. Ils héritent de la forme tabulaire des grains de graphite originels, mais conservent en outre les stries originelles et délicates du cristal. Bien qu'il n'existe pas de mesures précises à ce sujet, il est possible que cet impact ait formé davantage de diamants que les autres processus géologiques terrestres. Leur exploitation est toutefois difficilement envisageable économiquement en raison de leur médiocre concentration et des difficultés d'accès au gisement.
Popigaï est le meilleur exemple connu à ce jour de la formation d'un cratère de ce type. Il existe trois autres cratères plus vastes, mais ils sont soit enterrés (cratère de Chicxulub au Mexique), soit fortement déformés (cratère de Sudbury en Ontario (Canada), soit déformés et fortement érodés (dôme de Vredefort en Afrique du Sud).
Il existe une faible probabilité pour que le cratère d'impact Popigaï se soit formé en même temps que les cratères de la baie de Chesapeake (Virginie, États-Unis) et de Toms Canyon (océan Atlantique), qui remontent eux aussi à 35 millions d'années environ.

## Gisements de diamant
En septembre 2012, la Russie a déclassifié des informations tenues secrètes depuis les années 1970 concernant la présence dans le cratère de gisements considérables de diamants industriels « deux fois plus durs » que les diamants habituels. Par diamants industriels, on entend des diamants de toute petite taille ne pouvant servir qu'à des usages industriels. Ces gisements pourraient s'avérer dix fois plus importants que la totalité des réserves mondiales, selon Nikolai Pokhilenko, directeur de l'institut de géologie et de minéralogie de la branche sibérienne de l'Académie russe des sciences. D'autres sources évoquent 10 000 milliards de carats, cent dix fois les réserves actuelles estimées,. L'information n'aurait été dévoilée qu'en 2012 parce que le gouvernement soviétique des années 1970 ne voulait pas remettre en cause ses projets de construction d'usines de diamants synthétiques[réf. nécessaire]. En raison de leur dureté, la Russie envisagerait pour ces diamants un usage industriel plutôt que de joaillerie.